# Pour don Carlos
Pour l’article homonyme, voir Pour don Carlos (opérette).
Pour don Carlos est un roman de Pierre Benoit paru en 1920. 
L'ouvrage est dédié à Marcel Prévost.

## Résumé
Un jeune sous-préfet, Olivier de Préneste, est nommé en décembre 1875 dans le pays basque, côté français, à la sous-préfecture de Villeléon. Dès son arrivée, il se trouve bousculé par les rivalités qui opposent les partisans des descendants du prétendant Charles de Bourbon (1788-1855, dénommé Charles V) avec le pouvoir en place (Alphonse XII).
Cette période troublée de l'histoire de l'Espagne débute en 1830, année au cours de laquelle le roi d'Espagne Ferdinand VII modifie en faveur de sa fille Isabelle II, et au détriment de son frère don Carlos et de ses descendants, l'ordre de succession à la couronne. Le nom de Carliste fut donné à tous ceux qui refusèrent de reconnaître cette décision.
Dès la mort de Ferdinand (1833), un premier soulèvement carliste éclate dans le pays basque. Après plusieurs années de lutte, don Carlos dut s'enfuir en France, où il est interné à Bourges.
À sa mort, en 1855, le carlisme se reconstitue autour de son fils qui tente, aidé de son frère cadet Ferdinand, de débarquer à l'embouchure de l'Ebre et de soulever l'Aragon. Arrêtés, ils obtiennent leur liberté par une renonciation à leurs droits à la couronne, sur laquelle ils revinrent sitôt libérés.
Le parti carliste se reforme autour de don Carlos (1848-1909), fils de don Juan, frère des précédents. Une première tentative pour reprendre le trône d'Espagne échoue (1870-1872) ; une seconde tentative vient près réussir en 1873, lorsque don Carlos se rend maître d'une grande partie du Nord et du Nord-Ouest de l'Espagne. Mais l'avènement d'Alphonse XII au trône d'Espagne est suivi de victoires qui contraignent don Carlos à un exil définitif. Don Carlos meurt à Varèse en 1909. Cet exil anéantit les espoirs du parti carliste, mais non son existence, car ce mouvement, défenseur du traditionalisme politique et religieux, se survit encore, surtout en Navarre.
L'héroïne, une des amazones du camp carliste, se prénomme Allegria Detchart.

## Adaptation cinématographique
- 1921 : Pour don Carlos, film muet français réalisé par Jacques Lasseyne et Musidora

## Adaptation en opérette
- 1950 : Pour don Carlos,  opérette en 2 actes et 16 tableaux, sur une musique de Francis Lopez.